# Alice Dekessa
Alice Dekessa est une chanteuse de Côte d'Ivoire elle est d'ethnie Wobé.Un peuple réputé pour la qualité de ses chants polyphoniques.

## Discographie
- 2007 : Y'a pas photo[1]
- 2001: Mapouka contrôlé[2]
- 1991: Dekessa rythme[2]
- Marabout